# Felix Gasselich
Felix Gasselich (Bécs, 1955. december 21. –) válogatott osztrák labdarúgó, középpályás.

## Pályafutása

### Klubcsapatban
1970-ben az Austria Wien korosztályos csapatában kezdte a labdarúgást, ahol 1973-ban mutatkozott be az első csapatban. 1983 és 1985 között a holland Ajax, 1985–86-ban a LASK Linz, 1986 és 1988 között a Wiener SC, 1988–89-ben a Grazer AK, 1989–90-ben a Kremser SC, 1990–91-ben a Donaufeld Wien labdarúgója volt. Az Austria csapatával öt bajnoki címet és három osztrákkupa-győzelmet nyert. Tagja volt az 1977–78-as idényben KEK-döntős csapatnak. Az Ajax együttesével egy holland bajnoki címet és kupagyőzelmet ért el.

### A válogatottban
1978 és 1984 között 19 alkalommal szerepelt az osztrák válogatottban és három gólt szerzett.

## Sikerei, díjai
Austria Wien
- Osztrák bajnokság
  - bajnok (5): 1975–76, 1977–78, 1978–79, 1979–80, 1980–81
- Osztrák kupa
  - győztes (3): 1977, 1980, 1982
- Kupagyőztesek Európa-kupája (KEK)
  - döntős: 1977–78

 Ajax
- Holland bajnokság
  - bajnok: 1984–85
- Holland kupa
  - győztes: 1986